# Rugós kalapács

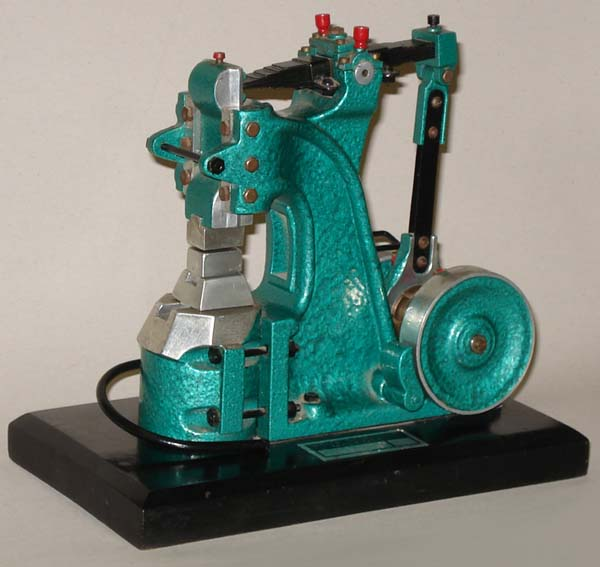
Ajax-kalapács makettje

A rugós kalapács a mechanikus működtetésű, forgattyús hajtóművel hajtott gépi kalapácsok közé tartozik. Fő felhasználási területe a szabadalakító kovácsolás. Legelterjedtebb típusa az Ajax-rendszerű kalapács. Az Ajax- és a rugós kalapács megnevezést gyakran egymás szinonimájaként használják.

## A kalapács működési elve

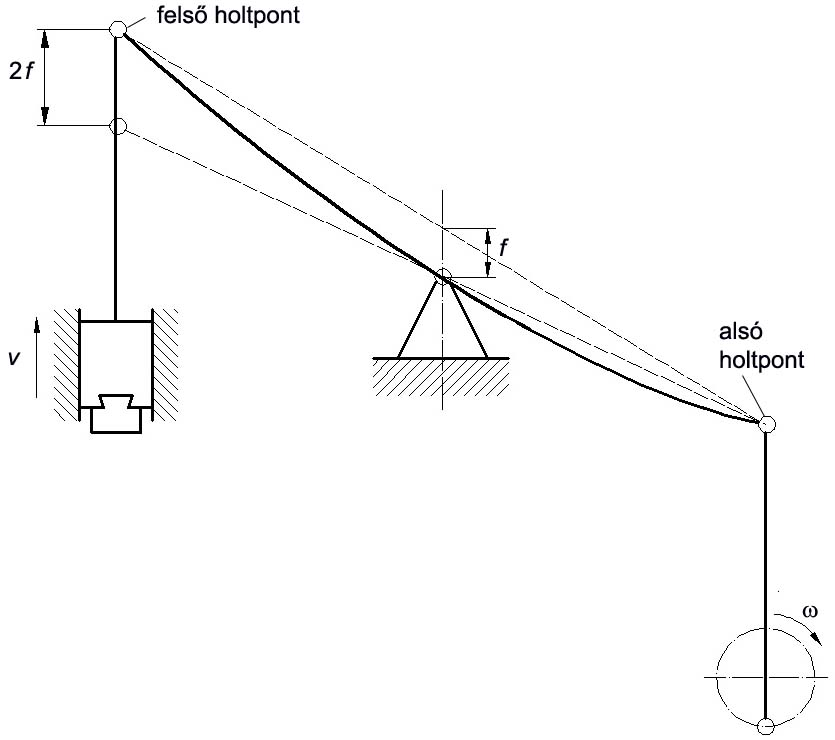
A laprugóköteg behalása

Rugós kalapácsok esetén a forgattyús hajtómű mozgását acélból készült laprugó-köteggel viszik át a medvére. Az első ilyen kalapácsokat még felül elhelyezett laprugókkal építették, de az ilyen konstrukciók számos hátránya miatt alakították ki az Ajax-típust. Ennél a megoldásnál a középen megtámasztott, kétkarú emelőnek kiképzett laprugó-köteg egyik végéhez a forgattyús hajtómű hajtórúdja, másik végéhez a medve kapcsolódik (speciális csúszóbetéttel). A forgattyús hajtómű által biztosított fel-le irányú mozgás továbbítódik a medvéhez, amely lefelé haladása végén „beüt”, elvégzi az alakítást. A rugalmas energiaátvitelt biztosító laprugó-kötegre azért van szükség, mert egy merev szerkezet olyan nagy dinamikus igénybevételt kapna (a mechanikában ezt túlhatározott rendszernek nevezik), amely – az egyéb hátrányok mellett – gyors töréshez vezetne. A rugalmas hatást tovább fokozza a hajtórúd két szembefordított ívelt acéllapból való kialakítása is. A forgattyús hajtómű a hajtást villanymotorról kapja egy súrlódó tengelykapcsoló közvetítésével. A lökethossz a forgattyús excenter állításával módosítható. A szerkezetet szalagfék és lendítőkerék egészíti ki.
A kalapács állványa öntött vagy hegesztett kivitelű lehet. A tőke és az állvány – ahogy az a szabadalakító kalapácsok esetén megszokott – külön van alapozva. A kalapács működtetése a tőkét körbevevő pedállal történik, maga a pedál a súrlódó tengelykapcsolóval van összeköttetésben, a kapcsolat szorosabbra vagy lazábbra állításával tudja a kovács a forgattyú fordulatszámát, ezáltal az ütési energiát szabályozni, azaz „keményebb” vagy „lágyabb” ütéseket alkalmazni. A medvére és a tőkére szerelt szerszámokat (többnyire nyújtóbetét) 45°-os szögben elfordítva szerelik fel, így lehetőség van hosszú darabok kovácsolására is.
Az Ajax-kalapácsok viszonylag kis medvetömeggel készülnek, ennek megfelelően kis ütési energiájuk miatt csak kisebb méretű kovácsdarabok alakítására alkalmasak. Tipikus alakító gépe lehet a kézi kovácsolást végző mezőgazdasági és díszkovácsoknak. Általában 15–250 kg medvetömeggel és mintegy 350 1/min legnagyobb ütésszámmal készülnek, a lökethossz 100–350 mm. Természetesen ezektől a számszerű értékektől kisebb-nagyobb eltérés tapasztalható a gyakorlatban.

## Mozgás- és erőtani viszonyok
A rugós kalapácsok ütési energiája a forgattyú fordulatszámától (n), azaz a kalapács ütésszámától (ü = n) függ, a beütési sebesség ugyanis a fordulatszámmal arányosan alakul. A laprugó-köteg a mozgás során behajlik, ami szintén hozzájárul az ütési energia növeléséhez. A kalapács ütési energiája a
{\displaystyle W=m\cdot {\frac {v^{2}}{2}}}
összefüggés szerint számítható. A képletben m a medve tömege, v pedig a beütési sebessége. Utóbbinak nagysága a lökethossztól (H) és a lefelé haladó medve gyorsulásától ale függ:
{\displaystyle v={\sqrt {2\cdot a_{le}\cdot H}}} .
A medve gyorsulása három komponensből tevődik össze: a földi nehézségi gyorsulásból (g), a forgattyús mechanizmus biztosította gyorsulásból (af) és a rugó behajlásából származó gyorsulásból (ar):
{\displaystyle a_{le}\ =\ g+a_{f}+a_{r}} .
A forgattyús mechanizmus által biztosított gyorsulás a forgattyú sugarával és szögsebességével számítható:
{\displaystyle a_{f}=r\cdot \omega ^{2}} .
A laprugó behajlásából származó gyorsulás egyszerű közelítő módszerrel határozható meg. A felfelé haladó medve mozgási energiáját a rugóköteg veszi fel. Ezt fejezi ki az alábbi egyenlőség:
{\displaystyle m\cdot {\frac {v_{fel}^{2}}{2}}=F_{r}\cdot 2\cdot f} .
A képletben vfel a felfelé haladó medve átlagsebessége, Fr pedig a rugóerő:
{\displaystyle v_{fel}=2\cdot H\cdot n} ,
{\displaystyle F_{r}=c\cdot 2\cdot f} ,
ahol n a fordulatszám, c a laprugó-köteg rugóállandója. A behelyettesítések után a rugóbehajlás kifejezhető:
{\displaystyle f={\sqrt {\frac {m\cdot v_{fel}^{2}}{8\cdot c}}}}.
A végén 2·f mértékben behajlított rugóköteg a medvének lefelé ható impulzust ad. Ennek értelmében írható fel az alábbi egyenlőség:
{\displaystyle F_{r}=c\cdot (2\cdot f)=m\cdot a_{r}} ,
ahonnan a rugó által biztosított gyorsulás kifejezhető:
{\displaystyle a_{r}={\frac {2\cdot c\cdot f}{m}}} .
A három gyorsulás-komponens összegzése után számítható a beütési sebesség:
{\displaystyle v_{le}={\sqrt {2\cdot a_{le}\cdot H}}} ,
ennek ismeretében pedig az ütési energia:
{\displaystyle W={\frac {m\cdot v_{le}^{2}}{2}}} .